# Skyggen
Skyggen är en bebyggelse i Högås socken strax norr om kyrkbyn Högås i Uddevalla kommun  i Bohuslän. Skyggen avgränsades som småort av SCB 2020.